# Gyorskorcsolya a 2012. évi téli ifjúsági olimpiai játékokon
A 2012. évi téli ifjúsági olimpiai játékokon a gyorskorcsolya versenyeit január 14-e és 20-a között rendezték Innsbruckban. A versenyeken összesen 28–28 fiú és lány vett részt, és 4–4 versenyszámban avattak ifjúsági olimpiai bajnokot.

## Éremtáblázat
(A táblázatokban az egyes számoszlopok legmagasabb értéke, vagy értékei vastagítással kiemelve.)
| A 2012. évi téli ifjúsági olimpiai játékok éremtáblázata gyorskorcsolyában | A 2012. évi téli ifjúsági olimpiai játékok éremtáblázata gyorskorcsolyában | A 2012. évi téli ifjúsági olimpiai játékok éremtáblázata gyorskorcsolyában | A 2012. évi téli ifjúsági olimpiai játékok éremtáblázata gyorskorcsolyában | A 2012. évi téli ifjúsági olimpiai játékok éremtáblázata gyorskorcsolyában | Olimpia  |
| -------------------------------------------------------------------------- | -------------------------------------------------------------------------- | -------------------------------------------------------------------------- | -------------------------------------------------------------------------- | -------------------------------------------------------------------------- | -------- |
|                                                                            | Ország                                                                     | Arany                                                                      | Ezüst                                                                      | Bronz                                                                      | Összesen |
| 1.                                                                         | Kína (CHN)                                                                 | 4                                                                          | 2                                                                          | 0                                                                          | 6        |
| 2.                                                                         | Dél-Korea (KOR)                                                            | 2                                                                          | 1                                                                          | 2                                                                          | 5        |
| 3.                                                                         | Hollandia (NED)                                                            | 2                                                                          | 1                                                                          | 0                                                                          | 3        |
|                                                                            |                                                                            |                                                                            |                                                                            |                                                                            |          |
| 4.                                                                         | Japán (JPN)                                                                | 0                                                                          | 3                                                                          | 4                                                                          | 7        |
| 5.                                                                         | Fehéroroszország (BLR)                                                     | 0                                                                          | 1                                                                          | 0                                                                          | 1        |
|                                                                            |                                                                            |                                                                            |                                                                            |                                                                            |          |
| 6.                                                                         | Norvégia (NOR)                                                             | 0                                                                          | 0                                                                          | 1                                                                          | 1        |
| 6.                                                                         | Oroszország (RUS)                                                          | 0                                                                          | 0                                                                          | 1                                                                          | 1        |
|                                                                            |                                                                            |                                                                            |                                                                            |                                                                            |          |
| Összesen                                                                   | Összesen                                                                   | 8                                                                          | 8                                                                          | 8                                                                          | 24       |

## Érmesek

### Fiú
| A 2012. évi téli ifjúsági olimpiai játékok érmesei fiú gyorskorcsolyában |                       |         |                                        |         |                                      |         |
| Versenyszám                                                              | Arany                 | Arany   | Ezüst                                  | Ezüst   | Bronz                                | Bronz   |
| 500 m                                                                    | Liu An · Kína (CHN)   | 75,50   | Roman Dubovik · Fehéroroszország (BLR) | 77,824  | Toshihiro Kakui · Japán (JPN)        | 77,827  |
| 1500 m                                                                   | Yang Fan · Kína (CHN) | 1:54,20 | Liu An · Kína (CHN)                    | 2:00,28 | Seitaro Ichinohe · Japán (JPN)       | 2:00,30 |
| 3000 m                                                                   | Yang Fan · Kína (CHN) | 4:03,22 | Seitaro Ichinohe · Japán (JPN)         | 4:10,00 | Noh Hyeok-jun · Dél-Korea (KOR)      | 4:14,41 |
| tömegrajtos                                                              | Yang Fan · Kína (CHN) | 7:10,23 | Seitaro Ichinohe · Japán (JPN)         | 7:11,45 | Vasili Pudushkin · Oroszország (RUS) | 7:12,83 |

### Lány
| A 2012. évi téli ifjúsági olimpiai játékok érmesei lány gyorskorcsolyában |                                      |         |                                      |         |                                       |         |
| Versenyszám                                                               | Arany                                | Arany   | Ezüst                                | Ezüst   | Bronz                                 | Bronz   |
| 500 m                                                                     | Jang Mi · Dél-Korea (KOR)            | 81,68   | Shi Xiaoxuan · Kína (CHN)            | 84,32   | Martine Lilloy Bruun · Norvégia (NOR) | 87,51   |
| 1500 m                                                                    | Jang Mi · Dél-Korea (KOR)            | 2:08,17 | Sanneke de Neeling · Hollandia (NED) | 2:09,54 | Sumire Kikuchi · Japán (JPN)          | 2:11,33 |
| 3000 m                                                                    | Sammeke de Neeling · Hollandia (NED) | 4:37,33 | Rio Harada · Japán (JPN)             | 4:41,85 | Jang Su-ji · Dél-Korea (KOR)          | 4:42,72 |
| tömegrajtos                                                               | Sanneke De Neeling · Hollandia (NED) | 6:01,06 | Su Ji Jang · Dél-Korea (KOR)         | 6:01,13 | Sumire Kikuchi · Japán (JPN)          | 6:01,24 |

## Naptár
| 2012. január | 14    | 15 | 16     | 17 | 18     | 19 | 20          | Összesen |
| ------------ | ----- | -- | ------ | -- | ------ | -- | ----------- | -------- |
| Fiú          | 500 m |    | 1500 m |    | 3000 m |    | tömegrajtos | 4        |
| Lány         | 500 m |    | 1500 m |    | 3000 m |    | tömegrajtos | 4        |
| Összesen     | 2     | 0  | 2      | 0  | 2      | 0  | 2           | 8        |

## Részt vevő nemzetek
A versenyeken 23 nemzet 56 sportolója vesz részt.
| Nemzet           | Fiúk | Lányok | Összesen |
| ---------------- | ---- | ------ | -------- |
| Ausztria         | 2    |        | 2        |
| Belgium          |      | 1      | 1        |
| Csehország       |      | 1      | 1        |
| Dánia            | 1    |        | 1        |
| Dél-Korea        | 2    | 2      | 4        |
| Észtország       |      | 1      | 1        |
| Fehéroroszország | 2    | 2      | 4        |
| Finnország       | 2    |        | 2        |
| Hollandia        | 2    | 2      | 4        |
| Japán            | 2    | 2      | 4        |
| Kazahsztán       | 2    | 2      | 4        |
| Kína             | 2    | 2      | 4        |
| Lengyelország    | 2    | 2      | 4        |
| Mongólia         |      | 1      | 1        |
| Németország      | 2    | 2      | 4        |
| Norvégia         | 2    | 2      | 4        |
| Olaszország      | 1    | 2      | 3        |
| Oroszország      | 2    | 2      | 4        |
| Románia          |      | 1      | 1        |
| Svájc            | 1    | 1      | 2        |
| Svédország       | 1    |        | 1        |
| Összes versenyző | 28   | 28     | 56       |
| Összes nemzet    | 16   | 17     | 23       |